# Andrea Cassulo
Andrea Cassulo (30 novembre 1869 - 9 janvier 1952) est un archevêque de l'Église catholique romaine et un représentant du Saint-Siège en Égypte, au Canada, en Roumanie et en Turquie (en) de 1921 à 1952.

## Biographie
Il est né à Castelletto d'Orba en 1869 et est ordonné prêtre en 1893 à Florence. Le 15 avril 1914, il est nommé évêque de Fabriano-Matelica. Il est consacré le 24 mai suivant par l'archevêque Alfonso Maria Mistrangelo, qui sera créé cardinal le 6 décembre de l'année suivante, avec comme co-consacrants le florentin Emilio Maria Miniati (it), archevêque titulaire de Stauropolis (de) et ancien évêque de Massa Carrare, et Massimiliano Novelli, évêque de Colle di Val d'Elsa. En 1921, il devient l'archevêque titulaire de Léontopolis-en-Augustamnique (de). Il est délégué apostolique en Égypte de 1921 à 1927 puis au Canada de 1927 à 1936

## Nonce en Roumanie
Cassulo sert comme nonce papal en Roumanie pendant la période de la Seconde Guerre mondiale. Bien que le pays n'ait jamais été occupé par l'Allemagne, le régime du maréchal Ion Antonescu s'aligne sur Hitler.

### Efforts en faveur des Juifs
En 1944, le grand rabbin de Bucarest fait l'éloge du travail de Cassulo en faveur des Juifs de Roumanie : « L'aide généreuse du Saint-Siège a été décisive et salutaire. Il ne nous est pas facile de trouver les mots justes pour exprimer la chaleur et la consolation que nous avons ressenties grâce à la sollicitude du Souverain Pontife, qui a offert une somme importante pour soulager les souffrances des Juifs déportés - souffrances que vous lui aviez signalées après votre visite en Transnistrie. Les Juifs de Roumanie n'oublieront jamais ces faits d'importance historique.".
Selon Morely, en tant que nonce à Bucarest, les « premiers efforts de Cassulo en faveur des Juifs concernaient presque exclusivement ceux qui avaient été baptisés catholiques ». Il transmet au Vatican en 1939, mais ne poursuit pas, un projet d'émigration vers l'Espagne des 150 000 Juifs convertis de Roumanie. De 1940 à 1941, sa principale responsabilité diplomatique est de protester contre divers textes législatifs dans la mesure où ils portent atteinte aux droits des Juifs baptisés, en particulier en ce qui concerne les mariages mixtes et la fréquentation des écoles catholiques par les Juifs baptisés, qui sont protégés par le concordat roumain. Dans l'ensemble, Cassulo est « réticent à intervenir, sauf pour les juifs baptisés ». Morley soutient que « ses contemporains juifs ont pu exagérer, dans ces années de crise, son influence et ses efforts en leur faveur » en se basant sur la différence entre les sources juives et les ADSS.

### Protestations diplomatiques
Dans son étude sur le sauvetage des Juifs, l'historien juif Martin Gilbert aécrit que Cassulo « a fait appel directement à Ion Antonescu pour limiter les déportations prévues pour l'été 1942. Son appel est ignoré ; des centaines de milliers de Juifs roumains sont transportés en Transnistrie.".
Cassulo adresse trois protestations à Antonescu : le 20 novembre 1940, le 2 décembre 1940 et le 14 février 1941.

### Conversions juives
Cinq jours après la dernière protestation diplomatique de Cassulo en 1941, Antonescu informe le nonce qu'il a signé un décret autorisant les étudiants de toute origine ethnique à étudier dans leurs propres écoles religieuses. Morely écrit que « beaucoup plus inquiétant pour le Vatican » est un décret du 18 mars 1941 interdisant la conversion des Juifs au christianisme, avec des peines sévères pour les Juifs qui tentent de se convertir et les prêtres qui coopèrent. Une fois de plus, Cassulo proteste que cela viole le concordat, mais le gouvernement roumain répond que le décret ne le viole pas car il n'affecte que le « statut civil » des Juifs baptisés.
Il devient évident pour Cassulo que les motivations des convertis ne sont pas uniquement religieuses, et il écrit à Rome : « Il est clair que les motivations humaines ne peuvent être niées, mais il est également vrai que la Providence utilise également des moyens humains pour parvenir au salut«. Les statistiques nationales sur les baptêmes juifs ne sont pas claires, mais elles ont certainement atteint un niveau tel que le gouvernement roumain commence à s'en préoccuper. Selon Morley, bien que Cassulo ait été « peut-être le plus actif des diplomates du Vatican dans les affaires concernant les Juifs », ses protestations se limitaient aux violations du concordat, et donc aux droits des Juifs convertis. Morley le juge sincère dans sa conviction que c'est « le plan de Dieu » qui augmente le nombre de convertis.

## Les dernières années
Cassulo est nommé nonce apostolique en Turquie (en) le 3 juin 1947. Il meurt le 9 janvier 1952 à Istanbul d'une crise cardiaque, exactement après une visite que lui a rendue le patriarche Athénagoras orthodoxe.

## Succession apostolique
Andrea Cassulo a ordonné les évêques suivants :
- Évêque Jules Girard, S.M.A. (1921)
- Patriarche Markos II Khouzam (en) (1926)
- Évêque François Baselios Bistauros (1926)
- Évêque Joseph-Wilfrid Guy (de), O.M.I. (1930)
- Archevêque Gerald C. Murray (en), C.SS.R. (1930)
- Évêque Denis P. O'Connor (1930)
- Évêque Joseph Louis Aldée Desmarais (de) (1931)
- Archevêque Joseph Anthony O'Sullivan (1931)
- Archevêque Peter Joseph Monahan (de) (1932)
- Archevêque Louis-Joseph-Arthur Melanson (1933)
- Évêque Paul-Ernest-Anastase Forget (1934)
- Archevêque John Hugh MacDonald (de) (1934)
- Évêque Ralph Hubert Dignan (1935)
- Évêque Áron Márton (1939)
- Évêque Markus Glaser (de) (1943)